# 마리나 하코비
마리나 하코비(Marina Jacoby, 1995년 8월 3일 ~ )는 니카라과의 모델이다. 2016 미스 니카라과 우승자이며 2016 미스 유니버스에서 니카라과 대표로 참가했다.